# Love Will Find a Way (песня Disney)
Love Will Find a Way — песня из мультфильма «Король Лев 2: Гордость Симбы», написанная Джеком Фельдманом и Томом Сноу. Существуют две версии песни: из самого фильма в исполнении Лиз Каллауей и Джина Миллера и сингл-версия из титров в исполнении Хизер Хедли и Кенни Латимора. Обе версии включены в альбом «Return to Pride Rock: Songs Inspired by Disney’s The Lion King II: Simba's Pride».

## Критика
Журнал The New York Times назвал песнб «снимаемой... морозной... звучащей балладой» и не любил гниль на характер Киары, заключающийся в том, что он не «храбрый, сильный и умный», который включён в текст песни. Однако журнал добавил, что эта строка привлекает внимание её «бесцветного, нечёткого характера», где ей не хватает ума Белль и воли Ариэль. Энциклопедия песен Disney описывает ее как «романтическую балладу» о том, как любовь может преодолеть все препятствия. Bustle сравнил строку «Где-то в моем тайном сердце я знаю, что любовь найдет способ» с работой Пабло Неруды. Geeks Of Doom негативно сравнили песню с песней «Can You Feel the Love Tonight», но сказали, что «забытая» песня была «прикосновенным» музыкальным моментом из фильма о «вызовах, заключающих отношениях» перед лицом препятствий. AllMusic посчитал песню «любимой». Журнал «Metro» спорно назвал мелодию пятой лучшей песней Disney, положительно сравнив её с «скучной» и искусственной «Can You Feel The Love Tonight», комментируя, что «романтическая» мелодия «вытягивает струны сердца гораздо более значимым образом».
По состоянию на апрель 2017 года песня является 15-й самой потоковой песней Disney на Deezer, второй песней франшизы «Король Лев» после песни «Circle of Life».
MsMojo поставил песню на 8-е место в своем видео «Top 10 Best Lion King Songs», комментируя, что «хотя декорации просты на протяжении всей песни, они всё ещё довольно увлекательны и подходят для сообщения, которое она вызывает».